# Bobritzsch-Hilbersdorf
Bobritzsch-Hilbersdorf je obec v německé spolkové zemi Sasko. Nachází se v zemském okrese Střední Sasko a má přibližně 5 700 obyvatel.

## Historie
Jednotlivé části obce byly založeny ve středověku jako lesní lánové vsi. Spojením do té doby samostatných obcí Naundorf, Niederbobritzsch a Oberbobritzsch vznikla roku 1994 obec Bobritzsch. Ta se s účinností od 1. ledna 2012 spojila se sousedním Hilbersdorfem do obce nesoucí název Bobritzsch-Hilbersdorf.

## Přírodní poměry
Obec Bobritzsch-Hilbersdorf leží v podhůří Krušných hor východně od velkého okresního města Freiberg, od kterého ji odděluje řeka Freiberger Mulde. Východní částí obce pak protéká řeka Bobritzsch. Nejvyšším bodem obce je vrch Mühlberg (497 m). Obcí prochází železniční trať Dresden–Werdau, na které se nachází zastávky Muldenhütten a Niederbobritzsch.

## Správní členění
Bobritzsch-Hilbersdorf se dělí na 5 místních částí:
- Hilbersdorf
- Naundorf
- Niederbobritzsch
- Oberbobritzsch
- Sohra

## Pamětihodnosti
- kostely v Hilbersdorfu, Naundorfu, Oberbobritzsch a Niederbobritzsch
- panský dům z 16. století